# Rona Nishliu
Rona Nishliu (Kosovska Mitrovica, 25 agosto 1986) è una cantante kosovara con cittadinanza albanese.
Ha rappresentato l'Albania all'Eurovision Song Contest 2012 a Baku con la canzone Suus, con cui ha vinto il 50º Festivali i Këngës, classificandosi quinta.

## Discografia

### Singoli
- Flakaresha
- Të Lashë
- Shenja
- Eja
- Veriu
- A ka arsy (Ft.Bim Bimma)
- Shko pastro pas saj
- Zonja Vdeke
- Suus
- Se vetëm zemra flet saktë